# Pallacanestro ai XIX Giochi panamericani
Le competizioni di pallacanestro ai XIX Giochi panamericani del 2023 si sono svolti a Santiago del Cile, in Perù, dal 25 ottobre al 4 novembre presso il Polideportivo 1 del complesso del Parque deportivo Estadio Nacional.
Nel basket a 5 hanno partecipato 8 nazionali maschili e femminili, mentre le nazionali presenti a ognuno dei tornei di pallacanestro 3x3 erano 12, il doppio rispetto al debutto del basket 3x3 nell'edizione precedente di Lima 2019.

## Podi
| Evento                          | Oro | Argento | Bronzo |
| Torneo maschile (dettagli)      | Argentina Santiago Scala Pedro Barral Franco Baralle Bautista Lugarini Javier Saiz Agustín Pérez Juan Bocca Lucas Giovannetti Fabián Ramirez Barrios Martín Cuello Tayavek Gallizzi Kevin Hernández     | Venezuela Edwind Mijares Kender Urbina Garly Sojo Elian Centeno José Ascanio Miguel Ruiz González Windi Graterol Yohanner Sifontes Franger Pirela Edgar Martínez Néstor Colmenares Enrique Medina | Brasile Guilherme Pereira Scott Machado Felipe Sandoval Elio Corazza Didi Louzada Danilo Fuzaro Lucas Dias Márcio Henrique Wesley Castro Gabriel Jaú Reynan dos Santos Maique Oliveira                     |
| Torneo femminile (dettagli)     | Brasile Aline Cezário Gabriella Darrigo Vanessa Fausto Débora Fernandes Maria Lopes Mariana Moura Ana de Oliveira Emanuely de Oliveira Licinara Rodrigues Carina dos Santos Érika de Souza Leila Zabani | Colombia Yanet Arias Mayra Caicedo María Delgado Carolina López Mabel Martínez Jenifer Muñoz Manuela Rios Isabel Rodríguez Yuliany Paz Tania Valencia Meredith Venner Marlyn Vente                | Argentina Malvina D'Agostino Valeria Fernández Agustina García Victoria Gauna Candela Gentinetta María Jourdheuil Natassja Kolff Agustina Marín Carla Miculka Delfina Saravia Camila Suárez Magali Vilches |
| Torneo 3x3 maschile (dettagli)  | Stati Uniti Canyon Barry Jimmer Fredette Kareem Maddox Dylan Travis | Cile Daniel Arcos Carlos Lauler Kevin Rubio Diego Silva | Trinidad e Tobago Chike Augustine Ahkeel Boyd Akheem Boyd Moriba De Freitas |
| Torneo 3x3 femminile (dettagli) | Stati Uniti Cierra Burdick Blake Dietrick Lexie Hull Azurá Stevens | Colombia Wendy Coy Carolina López Valentina López Jenifer Muñoz | Cile Jovanka Ljubetic Ziomara Morrison Javiera Novión Fernanda Ovalle |

## Qualificazioni

### Uomini
| Evento                                              | Data                | Luogo  | Posti | Qualificate                                                                              |
| --------------------------------------------------- | ------------------- | ------ | ----- | ---------------------------------------------------------------------------------------- |
| Paese ospitante                                     |                     |        | 1     | Cile                                                                                     |
| Campionato americano maschile di pallacanestro 2022 | 2-11 settembre 2022 | Recife | 7     | Argentina Brasile Stati Uniti Canada Porto Rico Messico Venezuela Rep. Dominicana Panama |
| Totale                                              |                     |        | 8     |                                                                                          |

- Canada e Stati Uniti hanno deciso di non partecipare[2]

### Donne
| Evento                                               | Data            | Luogo | Posti | Qualificate                                                                     |
| ---------------------------------------------------- | --------------- | ----- | ----- | ------------------------------------------------------------------------------- |
| Paese ospitante                                      |                 |       | 1     | Cile                                                                            |
| Campionato americano femminile di pallacanestro 2023 | 1-9 luglio 2023 | León  | 7     | Brasile Stati Uniti Canada Porto Rico Colombia Venezuela Argentina Messico Cuba |
| Totale                                               |                 |       | 8     |                                                                                 |

- Canada e Stati Uniti hanno deciso di non partecipare[2]

### Uomini 3x3
| Evento                                         | Data                | Luogo | Posti | Qualificate                                            |
| ---------------------------------------------- | ------------------- | ----- | ----- | ------------------------------------------------------ |
| Paese ospitante                                |                     |       | 1     | Cile                                                   |
| I Giochi panamericani giovanili                | 28-30 novembre 2021 | Cali  | 1     | Porto Rico                                             |
| Campionati americani di pallacanestro 3x3 2022 | 4–6 novembre 2022   | Miami | 4     | Stati Uniti Brasile Trinidad e Tobago Rep. Dominicana  |
| Ranking FIBA                                   | 30 giugno 2023      |       | 6     | Canada Venezuela Argentina El Salvador Messico Uruguay |
| Totale                                         |                     |       | 12    |                                                        |

### Donne 3x3
| Evento                                         | Data                | Luogo | Posti | Qualificate                                                        |
| ---------------------------------------------- | ------------------- | ----- | ----- | ------------------------------------------------------------------ |
| Paese ospitante                                |                     |       | 1     | Cile                                                               |
| I Giochi panamericani giovanili                | 28-30 novembre 2021 | Cali  | 1     | Colombia                                                           |
| Campionati americani di pallacanestro 3x3 2022 | 4–6 novembre 2022   | Miami | 4     | Canada Brasile Stati Uniti Giamaica                                |
| Ranking FIBA                                   | 30 giugno 2023      |       | 6     | Porto Rico Venezuela Argentina Rep. Dominicana Uruguay El Salvador |
| Totale                                         |                     |       | 12    |                                                                    |